# LaSalle, Illinois
LaSalle är en stad (city) i LaSalle County, i delstaten Illinois, USA. Enligt United States Census Bureau har staden en folkmängd på 9 576 invånare (2011) och en landarea på 30,5 km².

## Kända personer från LaSalle
- Lynden Evans, politiker
- James Edward Keeler, astronom